# Форхдорф
Форхдорф (нем. Vorchdorf) — ярмарочная коммуна (нем. Marktgemeinde) в Австрии, в федеральной земле Верхняя Австрия. 
Входит в состав округа Гмунден.  Население составляет 7 670 человек (на 1 января 2008 года). Занимает площадь 48 км². Официальный код — 40 720.

## Политическая ситуация
Бургомистр коммуны — Гунтер Шимпль (АНП) по результатам выборов 2003 года.
Совет представителей коммуны (нем. Gemeinderat) состоит из 31 места.
- АНП занимает 14 мест.
- СДПА занимает 10 мест.
- АПС занимает 2 места.
- Зелёные занимают 2 места.
- Партия A занимает 2 места.